# Шарапов, Владимир Фёдорович
Владимир Фёдорович Шарапов (род. 16 марта 1944, Куйбышев) — российский врач (доктор медицинских наук, профессор), бизнесмен и политический деятель, депутат Государственной думы II созыва, был членом фракции «Наш дом — Россия», заместителем председателя Комитета по охране здоровья, председателем подкомитета по бюджетному планированию, инвестиционной и кредитной политике, налогам, ценам и льготам, являлся членом постоянной делегации Федерального Собрания РФ в Парламентской ассамблее Совета Европы.

## Биография
В 1962 году начал трудовую деятельность на Куйбышевском заводе «Автотрактордеталь» слесарем.
Окончил Куйбышевский медицинский институт и Высшую коммерческую школу при Академии внешней торговли.
С 1969 года по 1987 год работал хирургом Елховской центральной районной больницы, городской больницы № 1 имени Н. И. Пирогова, клиник госпитальной хирургии Куйбышевского медицинского института. В 1987 году — главный врач поликлиники № 13, заместитель главного врача ТМО № 13 Железнодорожного района. С 1988 года — главный врач областного диагностического центра, на базе которого был создан Самарский диагностический центр. Позднее диагностический центр был акционирован, а основной пакет акций (99 %) приобрёл Владимир Шарапов.
С 1994 по 2000 год — заведующий кафедрой медицинских диагностических систем радиотехнического факультета СГАУ, организованной на базе Самарского диагностического центра.
С 15 июня 1994 года — депутат Самарской Губернской Думы первого созыва. С 1995 года по 1999 годы — депутат Государственной Думы Федерального Собрания Российской Федерации от партии «Наш дом — Россия», заместитель председателя Комитета по охране здоровья, председатель подкомитета по бюджетному планированию, инвестиционной и кредитной политике, налогам, ценам и льготам, член постоянной делегации Федерального Собрания РФ в ПАСЕ.
Был членом Совета (25 апреля 1996 — 19 апреля 1997) и Политсовета партии «Наш дом — Россия» (с 19 апреля 1997), председателем регионального отделения Российской партии социальной демократии (РПСД).